# Bitwa o Birch Coulee
Bitwa o Birch Coulee – starcie zbrojne, które miało miejsce w trakcie powstania Dakotów w Minnesocie w 1862 roku. Po bitwach o Nowy Ulm i Fort Ridgely pułkownik Henry Hastings Sibley planował pokonać i ukarać Santee, oraz uwolnić osadników, którzy dostali się do niewoli powstańców. Gdy Sibley trenował żołnierzy i próbował organizować zapasy, przypomniał sobie, iż ciała wielu zabitych przez Santee osadników wciąż leżą niepochowane na polach walk. Sibley postanowił więc wysłać 31 sierpnia oddział w sile 170 żołnierzy w celu pogrzebania zabitych. Oddział znajdował się pod dowództwem majora Josepha R. Browna.
Oddział opuścił Fort Ridgely ruszył w stronę przeprawy Redwood, zatrzymując się tam aby pogrzebać ciała szesnastu osadników. Następnego dnia rano, Brown wraz z kawalerią przeprawił się na południowy brzeg rzeki, podczas gdy kapitan Grant wraz z piechotą pozostali na jej północnym brzegu. Pod koniec dnia, Brown i żołnierze Granta połączyli się ponownie koło parowu nazwanego później Birch Coulee. Żołnierze pochowali 54 ciała, nie napotykając aż do tego czasu żadnych Indian stwierdzili, iż są bezpieczni. Tymczasem, wódz Mały Kruk prowadził 110 wojowników od strony od Nowego Ulmu, zaś wódz wojenny Szary Ptak prowadził 350 ludzi w dół rzeki Minnesota południowym brzegiem rzeki. Grupy Szarego Ptaka i Browna nie napotkały się w ciągu dnia, jednak zwiadowcy indiańscy wykryli żołnierzy na obozowisku w Birch Coulee. Santee zaplanowali atak na następny dzień sądząc, iż przebywa tam jedynie kawaleria, którą uda się łatwo zniszczyć.
Obóz w Birch Coulee był trudny do obrony. Przede wszystkim otaczające parów zarośla umożliwiały skryte podejście ze wszystkich stron. Późnym wieczorem Szary Ptak wraz z wodzami Czerwone Nogi, Wielkim Orłem, Mankato przekroczył rzekę Minnesota i otoczył obóz. Rankiem 2 września, Santee rozpoczęli atak raniąc co najmniej trzydziestu żołnierzy i zabijając większą część kawaleryjskich koni w ciągu kilku pierwszych minut. Najintensywniejsza część walk trwała około godziny, jednak oblężenie przeciągnęło się na długie godziny. Pułkownik Sibley usłyszał dźwięki walki w odległym o 16 mil Forcie Ridgley i wysłał na pomoc 240 ludzi pod dowództwem pułkownika McPhaila. Pułkownik McPhail sam został otoczony przez Santee i zawrócił po posiłki. Sibley przybył na pomoc z dodatkowymi żołnierzami i artylerią. Ostrzał artyleryjski zmusił Santee do rozproszenia i Sibley mógł wkroczyć do obozu Browna o godzinie 11 rano 3 września. Obrońcy spędzili ponad 30 godzin bez jedzenia i picia. Bitwa o Birch Coulee była najbardziej krwawym dla armii USA starciem powstania.